# Kopiec Salve Regina
Kopiec Salve Regina – wzgórze (według tradycji kopiec) położone w Sandomierzu oddalone o 1,5 km od rynku miasta. Jego średnica u podstawy wynosi około 40 m, przy wysokości ponad 11 m. Na szczycie kopca znajduje się figura z płaskorzeźbą Matki Boskiej z Dzieciątkiem.

## Historia
Przeznaczenie "kopca" nie zostało jednoznacznie ustalone, jednak istnieją na ten temat różne teorie.
Jedna z teorii mówiła, że jest to kurhan z kultury trzcinieckiej. Według innej kopiec jest identyczny genetycznie do kopców małopolskich szczególnie do kopca Krakusa i Wandy. Możliwe też jest, że wzgórze jest związane z okresem przedpiastowskim i stanowi grób wodza czy założyciela wczesnośredniowiecznej osady, którym był Sandomierz.
Badania archeologiczno-geologiczne prowadzone w latach 1971-1982 wykluczyły teorie mówiące o powstaniu całości kopca jako usypiska. Przeprowadzone odwierty wykazały, że większość wzgórza powstała w wyniku naturalnych procesów geologicznych - na niewielkiej głębości rozpoczynają się warstwy gleb odpowiadające ułożeniem pobliskim terenom oraz niekompatybilne z działalnością człowieka.
Przeprowadzone badania nie wykluczają jednak wszystkich teorii o wpływie człowieka na kształt wzgórza. W pobliżu szczytu wzgórza odkryto pochówek identyfikowany z kulturą złocką i nie wykluczono istnienia innych. Forma ostrosłupa foremnego, miejscowe nazewnictwo oraz położenie względem dawnego osadnictwa spełnia warunki dla pogańskich miejsc kultu.
Powstanie figury oraz napisu na wzgórzu wiązane jest z wydarzeniami konfederacji barskiej.

### Legendy
Z powstaniem kopca wiąże się legenda o tatarskim najeździe na miasto, których społeczność Sandomierza doznawała często w okresie rozwoju miasta. Legenda podaje, że w trakcie napadu Tatarzy zabili 49 dominikanów, a wół klasztorny postanowił się zemścić za tą zbrodnie. Uciekł więc z obory i pobiegł za najeźdźcami. Nie mógł ich jednak dogonić, więc zatrzymując się nad Wisłą i grzebiąc we wściekłości nogami w ziemi, wyrył spory pagórek, na którym kopytem wypisał słowa „Salve Regina”, które widać do dziś.